# أتازانافير/كوبيسيستات
أتازانافير/كوبيسيستات واسمه التجاري إيفوتاز هو دواء مركب طورته فييف، يحتوي على أتازانافير وكوبيسيستات.
رخصت إدارة الغذاء والدواء بتاريخ 29 كانون الثاني 2015 استخدامه في علاج متلازمة العوز المناعي المكتسب.

## وصلات خارجية
- evotaz - من موقع drugs.com